# Bordo (náutica)

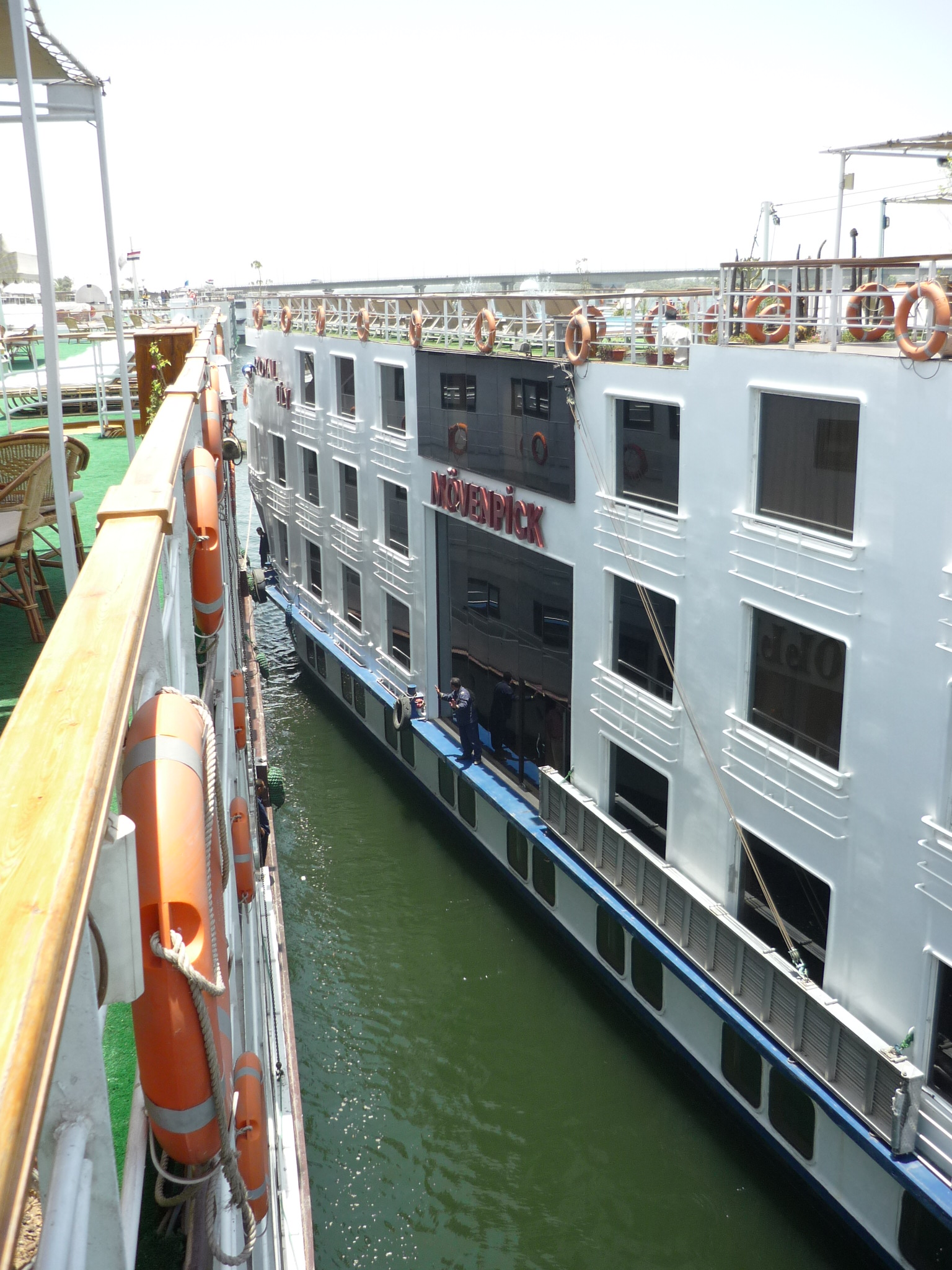
Bordo de un barco

En un barco, se llama bordo a su lado o costado considerado exteriormente, desde la superficie del agua hasta la borda aunque también se toma por el barco mismo tal como se deduce de las frases muy comunes de ir a bordo, estar a bordo, etc.

## Expresiones relacionadas
- Bordo débil. Banda falsa, el costado que en algunos barcos sale más ligero o débil.
- Bordo fuerte. Lo contrario del anterior.
- Falso bordo. La bordada en que los buques latinos llevan la vela sobre el palo. También es lo mismo que banda falsa, según algunos.
- Mantenerse sobre bordos. Sostenerse en cierta o determinada altura, situación o paraje, ganando en pequeñas bordadas lo que el viento, la mar o la corriente pudieran hacer caer el buque a sotavento.
- Ganar sobre bordos. Grangear distancia hacia el objeto que se halla a barlovento, dando algunas cortas bordadas.
- Dar un bordo en vela y otro en facha. Poner en facha las gavias en una angostura donde no puede voltejearse virando y dejarse ir en esta disposición con la corriente o marca y el timón a la banda, hasta llegar a la orilla opuesta, donde se vuelve a marear y dar el nuevo bordo en vela.
- Estar en bordos contrarios. Lo mismo que navegar dos buques de vuelta encontrada.
- Dar bordos. Bordear.
- Bordo con bordo. Lo mismo que costado a costado o lado a lado.
- Bordo sobre bordo. Se dice para indicar que se maniobra o ha maniobrado virando continua y frecuentemente.